# Carlos Palanca
Carlos Palanca Gutiérrez (24 de mayo de 1819, Valencia-16 de septiembre de 1876, Madrid) fue un militar y diplomático español que destacó en algunas acciones bélicas durante el siglo XIX.

## Biografía
Tuvo actuaciones en Cochinchina en lo que se denominaría expedición franco-española a Cochinchina, durante la cual comandó el contingente español que participó el 17 de febrero de 1859 en la toma de Saigón. Tras cuatro años de hostilidades, el general Palanca fue parte activa y decisiva en las conversaciones de paz que pusieron fin al conflicto el 5 de julio de 1862. Sobre aquel episodio militar escribió su Reseña histórica de la expedición de Cochinchina, una de las fuentes militares más importantes para el estudio de la participación de España, junto a Francia, en la guerra librada en el reino de Annam, el moderno Vietnam, durante la segunda mitad del siglo XIX, que representó el inicio de la colonización francesa de Indochina. Más tarde, participó en la Guerra de los Diez Años (1868-1878) en Cuba, donde ostentó el cargo de Gobernador de Santiago de Cuba. Posteriormente, fue capitán general de Canarias de 1872 a 1873.